# Assassinato de Gastón Fernando Burlón
Gastón Fernando Burlón foi argentino de 51 anos de idade que foi assassinado na favela do Morro dos Prazeres, localizada no bairro de Santa Teresa, Rio de Janeiro, Brasil, em 12 de dezembro de 2024.

## Carreira
Gastón Fernando Burlón era uma figura reconhecida no setor turístico da Argentina. Atuou como secretário de Turismo de Bariloche entre 2017 e 2023, período em que desempenhou um papel central na promoção da cidade como um dos principais destinos turísticos da América do Sul. Burlón também liderou a Câmara Argentina de Turismo Estudantil, contribuindo para o desenvolvimento e fortalecimento do segmento de turismo juvenil. Sua companheira, Nadia Loza, presente no momento do ataque, é secretária de Turismo da província de Salta, na Argentina, reforçando a conexão do casal com o setor turístico.

## Assassinato
Em 12 de dezembro de 2024, Burlón foi vítima de um ataque violento após entrar por engano na comunidade Morro dos Prazeres, localizada no bairro de Santa Teresa, Rio de Janeiro. Burlón, ex-secretário de Turismo de Bariloche, estava em uma viagem de férias ao Brasil acompanhado de sua namorada, Nadia Loza, e de seus filhos. O grupo seguia para visitar o Cristo Redentor, um dos pontos turísticos mais icônicos da cidade, quando o GPS utilizado para navegação os direcionou equivocadamente para a comunidade.
Ao entrarem na região, o veículo da família foi interceptado por criminosos armados. Testemunhas relataram que, ao perceberem a presença do carro, os homens efetuaram disparos contra o veículo, atingindo Burlón na cabeça e no tórax. Em estado grave, ele foi socorrido e levado ao Hospital Municipal Souza Aguiar, no centro da cidade, onde passou por uma cirurgia de emergência. Apesar dos esforços da equipe médica, Burlón permaneceu em coma induzido por um mês até falecer em 13 de janeiro de 2025.

## Investigação
A polícia brasileira identificou Sandro da Silva Vicente como o principal suspeito de efetuar os disparos que vitimaram Burlón. Vicente, que seria integrante de uma facção criminosa local, segue foragido, enquanto as autoridades intensificam os esforços para localizá-lo. O caso trouxe à tona debates sobre a segurança de turistas na cidade do Rio de Janeiro e os perigos associados à dependência de sistemas de navegação em áreas desconhecidas, especialmente em locais com forte presença de organizações criminosas.

## Repercussão
A morte de Burlón gerou grande comoção na Argentina, particularmente na região de Bariloche, onde ele era amplamente conhecido e respeitado. Autoridades locais e membros do setor de turismo prestaram homenagens a Burlón, destacando seu legado e sua contribuição para o desenvolvimento do turismo na Argentina. Sua morte também reacendeu discussões sobre a segurança de turistas na América Latina, gerando apelos por medidas mais eficazes para prevenir tragédias semelhantes.